# Ziua Recunoștinței
Ziua Recunoștinței (engleză: Thanksgiving Day, franceză: Jour de l'Action de grâces) este o sărbătoare anuală de o zi, în care se mulțumește (tradițional, lui Dumnezeu) pentru bogăția recoltei din acel an. Ea se sărbătorește în cea mai mare parte a Americii de Nord (Statele Unite și Canada). Este o sărbătoare a familiei. În Statele Unite, majoritatea firmelor (în afară de magazinele mici) sunt închise joi și vineri în săptămâna cu Thanksgiving, pentru a permite angajaților să se reunească cu familia.
În Regatul Unit, Thanksgiving este o altă denumire pentru Ziua Recoltei, și se sărbătorește în biserici și în sate într-o duminică, după strângerea recoltei în acea localitate, fără a fi o sărbătoare deosebit de importantă.
Această sărbătoare a fost preluată de primii coloniști protestanți sosiți în Lumea Nouă, la colonia englezească Plymouth (azi, din Massachusetts), unde a fost sărbătorită pentru prima dată în anul 1621 d.C., ca semn de recunoștință față de recolta miraculoasă obținută în condiții climaterice dure. În decembrie 1941, Congresul SUA a adoptat o rezoluție prin care a IV-a zi de joi din noiembrie devine oficial sărbătoare națională a SUA. Ziua Recunoștinței e comemorată de cetățenii americani catolici tot cu un ospăț. Pentru ei, anul 1565 e când spaniolii au întemeiat colonia lor la St. Augustine (azi, din Florida), sub conducerea conchistadorului Pedro Menendez de Aviles, după ce-au săvârșit prima slujbă catolică de pe teritoriul de azi al SUA, au ținut un ospăț cu precolumbienii din apropiere cu acest prilej și i-au bătut pe hughenoții care au încercat să înființeze în preajmă o colonie franceză – Fort Caroline.  
În Statele Unite se organizează parade de Ziua Recunoștinței, cu ocazia cărora defilează de obicei fanfare școlare și se prezintă diferite care alegorice. Mâncărurile tradiționale de Ziua Recunoștinței sunt: curcanul umplut (fript, afumat sau la cuptor), jambon, piure de cartofi, batați, porumb copt și plăcinta cu dovleac  Arhivat în 23 noiembrie 2007, la Wayback Machine.. 
În Canada, ziua de Thanksgiving se sărbătorește în a doua zi de luni din octombrie, ca mulțumire pentru recolta bogată. Rădăcinile sărbătorii din Canada diferă de ale celei din SUA: exploratorul englez Martin Frobisher⁠(en)[traduceți] încerca să găsească o cale spre Orient. Nu a reușit, dar s-a stabilit în Canada. În anul 1578 a ținut o ceremonie, în regiunea care astăzi poartă numele de provincia Terranova și Labrador, spre a aduce mulțumiri Cerurilor pentru faptul că a supraviețuit unei călătorii atât de lungi. Alți coloniști sosiți ulterior au continuat tradiția. Ulterior, Frobisher a fost înnobilat și un golf la Oceanul Atlantic, în nordul Canadei, a primit, mai târziu, numele de Frobisher Bay⁠(en)[traduceți], în memoria sa.

## Galerie

Rugăciune creștină de Ziua Recunoștinței la masa unei familii americane, 1942
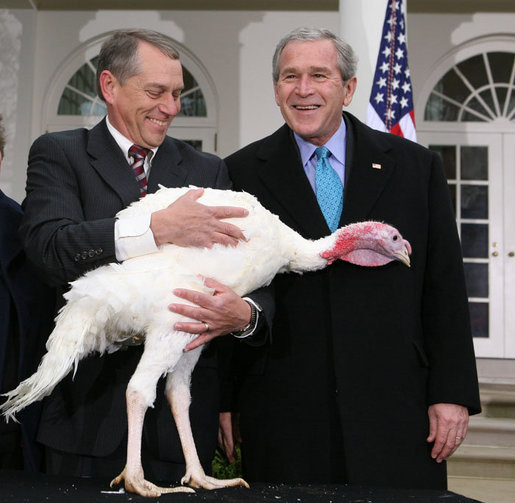
Președintele George W. Bush (dreapta) sărbătorind Thanksgiving la Casa Albă, 2006
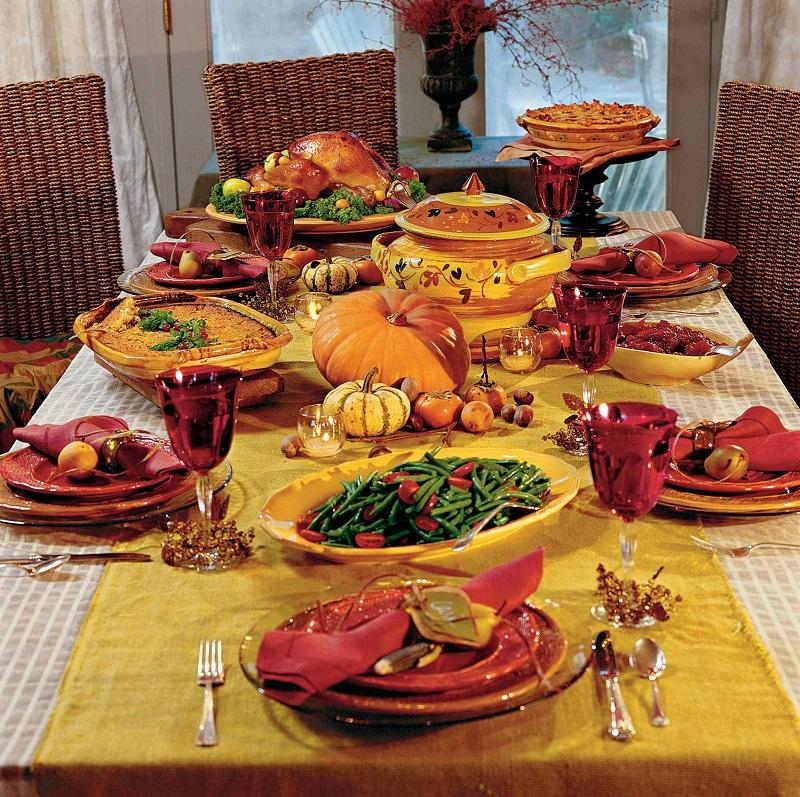
Masă specifică Zilei Recunoștinței
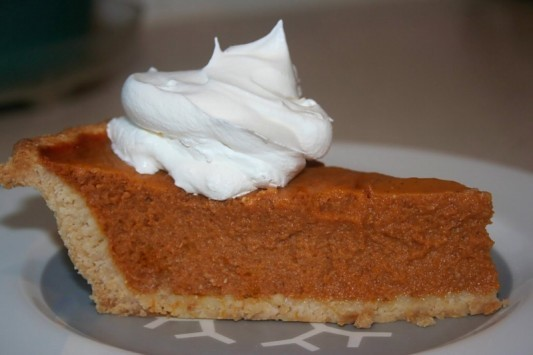
Plăcintă americană cu dovleac, servită de Ziua Recunoștinței